# Diaphus dehaveni
Diaphus dehaveni är en fiskart som beskrevs av Fowler, 1934. Diaphus dehaveni ingår i släktet Diaphus och familjen prickfiskar. Inga underarter finns listade i Catalogue of Life.